# ارتدکس مدرن

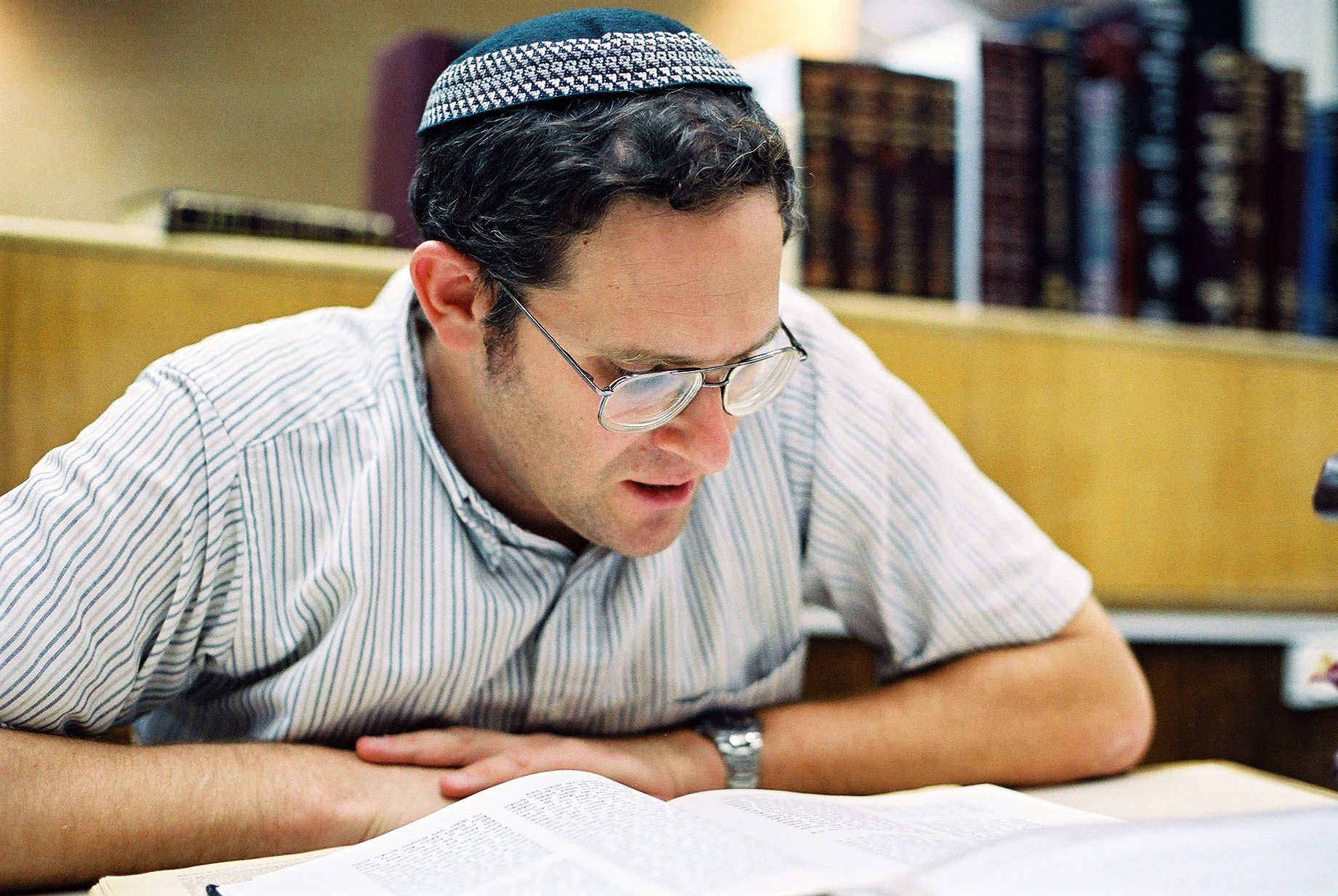
یک خاخام ارتدوکس مدرن

ارتودوکس مدرن یک جنبش در درون یهودیت ارتدکس است که برای سازگارسازی ارزش‌های یهودی با حفظ قوانین دین یهودیت، با جهان مدرن و سکولار تلاش می‌کند. این جنبش تلاش می‌کند ارزش‌های یهودی را با جهان سکولار و مدرن ترکیب کند. در ایالات متحده و جهان غرب آنان را بیشتر با نام «ارتودوکس میانه‌رو» می‌شناسند.
یهودیانی که خود را «ارتدوکس مدرن» توصیف می‌کنند، نسبت به کسانی که حسیدی و یشیویش هستند، سطح تحصیلات سکولار بسیار بالاتری دارند: ۶۵ درصد از یهودیان ارتدوکس مدرن مورد بررسی از دانشگاه فارغ‌التحصیل شده‌اند، در حالی که تنها ۲۵ درصد از مجموع ارتدوکس‌های غیرمدرن در مجموع، از دانشگاه فارغ‌التحصیل شده‌اند. گروه حسیدی و یشیویش‌ها، که معمولاً به آن حریدی یا «یهودیان فوق‌ارتدکس» نیز می‌گویند. (یهودیان حسیدی، از جمله جنبش خاباد، بخشی از سنتی هستند که به قرن هجدهم اروپای شرقی بازمی‌گردد. یهودیان یشیوی، از جمله اعضای آگودات اسرائیل آمریکا، بخشی از یهودیان سنتی هستند که بر نوع دانش‌آموزی تلمود در گذشته تأکید می‌کنند.